# Haworthiopsis glauca
Haworthiopsis glauca, anteriormente Haworthia glauca, es una especie suculenta perteneciente a la familia Asphodelaceae. Es originaria de Sudáfrica. Se distribuye en Provincia Cabo Oriental hasta la frontera con Provincia Cabo Occidental.

## Descripción
Planta suculenta con tallos elongados que quedan cubiertos por las hojas, dispuestas en forma de densa roseta desde la base. Las hojas, de 6 por 1,5 cm, son oblongo-lanceoladas, incurvadas, puntiagudas y de textura áspera. Tienen de 5 a 7 líneas longitudinales poco marcadas y carecen de tubérculos o, si los tienen, son poco evidentes. Durante el periodo vegetativo son de color verde o glauco y en el periodo de reposo adquieren una tonalidad púrpura. Se ramifica desde la base formando densos grupos.
 La inflorescencia es un tallo simple, a veces compuesto, de unos 30 cm de largo, con las pequeñas flores agrupadas en la punta; son de color blanco verdoso, tubulares, y con tépalos revolutos.

## Taxonomía
Haworthia glauca fue descrita por Baker y publicada en Journal of the Linnean Society, Botany 18: 203, en el año 1880, y reubicada en Haworthiopsis como Haworthiopsis glauca por G.D.Rowley en 2013.

### Variedades aceptadas
- Haworthia glauca var. glauca[4]
- Haworthia glauca var. herrei[5]

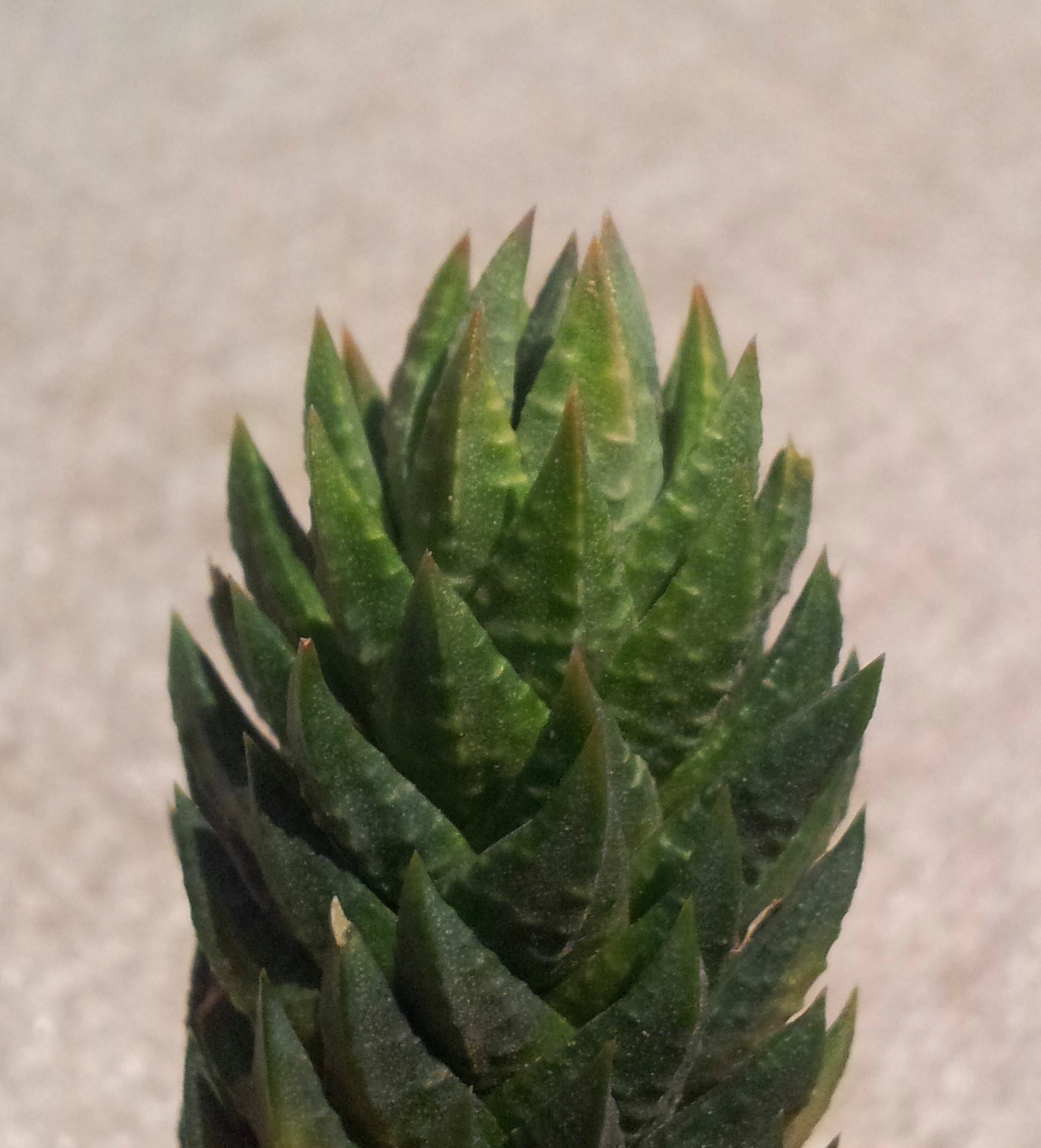
La variedad herrei es tuberculada
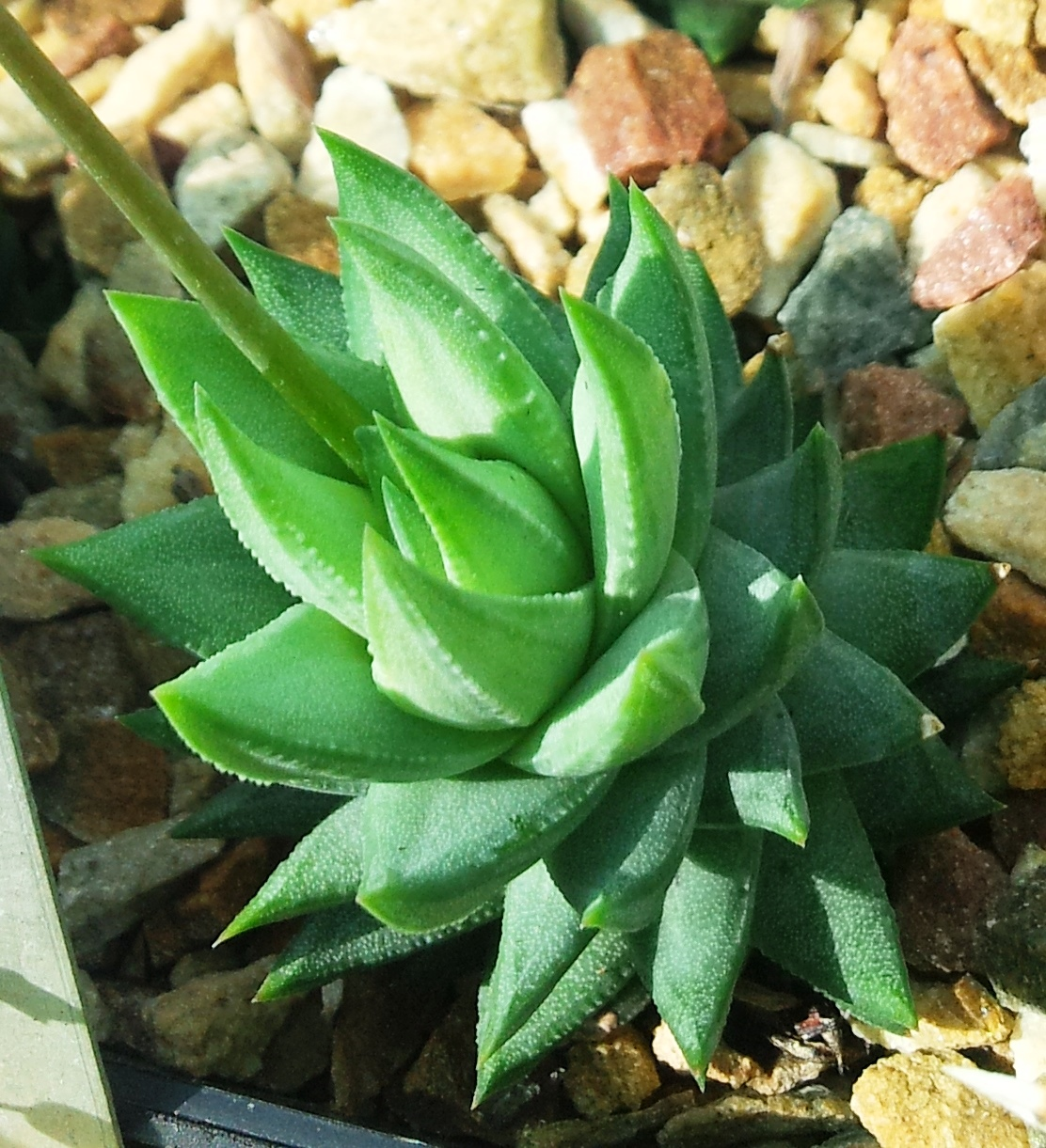
Ejemplar joven de H. glauca